# Krzysztof Kuźmiński (inżynier)
 Krzysztof Antoni Kuźmiński (ur. 7 czerwca 1938 w Łodzi, zm. 15 października 2019 tamże) – polski naukowiec pracujący w dyscyplinie nauk technicznych o specjalności teoria sterowania oraz automatyka napędu elektrycznego, profesor Politechniki Łódzkiej.

## Życiorys
Syn Henryka i Janiny. Studia na Wydziale Elektrycznym Politechniki Łódzkiej ukończył w 1961 roku. Tuż po ukończeniu studiów rozpoczął pracę w Katedrze Napędów Elektrycznych, którą następnie przekształcono pierwotnie w Katedrę, a następnie w Instytut Automatyki. Stopień doktora uzyskał w 1968 roku, a w 1975 roku – stopień doktora habilitowanego. Oba stopnie uzyskał na Wydziale Elektrycznym  Tytuł profesora nadzwyczajnego otrzymał w 1984 roku, zaś od 1991 roku był profesorem zwyczajnym. Był promotorem 12 doktoratów.
Był twórcą oraz kierownikiem Zakładu Teorii Sterowania, następnie zastępcą dyrektora Instytutu Automatyki (1976–1989), a później dyrektorem Instytutu (1995–2007). W latach 1990–1996 pełnił funkcję dziekana Wydziału Elektrotechniki i Elektroniki, zaś w latach 1996–2002 funkcję prorektora ds. nauki i rozwoju, będąc jednocześnie pierwszym zastępcą Rektora PŁ. Przez wiele lat był członkiem Komitetu Automatyki i Robotyki PAN oraz IEEE i ŁTN.
Został odznaczony Krzyżem Oficerskim Orderu Odrodzenia Polski (1999) oraz Medalem Komisji Edukacji Narodowej.